# Габорянска
Габорянска (Габорянска Гига) — гора в Украинских Карпатах, в массиве Покутско-Буковинские Карпаты. Расположена в пределах Верховинского района Ивано-Франковской области, на северо-восточнее села Стаище и северо-западнее села Бережница.
Высота 1444,5 м (по другим данным — 1447 м). Вершина незалесненная, склоны крутые (кроме юго-восточного), частью поросшие лесом. К юго-западу расположена высочайшая вершина Покутско-буковинских Карпат — Ротило (1491 м), на юго-восток — гора Белая Кобыла (1476 м), на север — гора Грегит (1472 м).
Ближайшие населенные пункты: села Стаище и Бережница.